# Angolagate

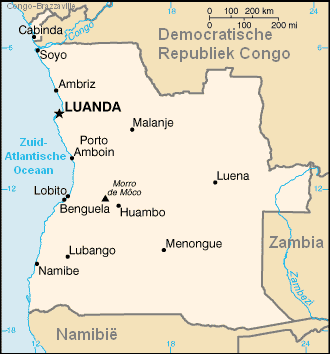
Angola

El Angolagate, también denominado caso de tráfico de armas a Angola o el caso Miterrand-Pasqua, es un escándalo político internacional sobre la venta secreta y envío de armas desde Europa central al Gobierno de Angola por parte del Gobierno de Francia en los años 1990. El caso involucró a varias figuras políticas francesas quienes recibieron comisiones por el negocio; entre ellas, destacan un exministro del interior, el hijo de un presidente, dos multimillonarios, dos ex prefectos, un general, un magistrado y un exmiembro del Parlamento.
Con un monto total de 790 millones de dólares estadounidenses, la venta de armas soviéticas al Gobierno de Angola del presidente José Eduardo dos Santos tuvo lugar en 1994, en un momento en que se había reanudado la guerra civil entre el Movimiento Popular de Liberación de Angola (MPLA) en el poder y la Unión Nacional para la Independencia Total de Angola (UNITA). Esta venta fue impulsada por un intermediario, Pierre Falcone, y un hombre de negocios franco-israelí-canado-angolés de origen ruso, Arcadi Gaydamak, próximo a los servicios de inteligencia y a ciertos oligarcas rusos. La empresa de armamento Thomson y el banco BNP Paribas también estuvieron implicados. El caso también empañó la imagen de un exconsejero del presidente francés Mitterrand, Jacques Attali.
El caso judicial abierto a raíz del escándalo acusa a Arcadi Gaydamak y a Pierre Falcone de haber vendido a Angola entre 1993 y 1998, en plena guerra civil, armas procedentes del ex bloque soviético, sin haber recibido autorización del Estado francés.
El juicio en apelación de 2011 declaró inocentes la gran mayoría de los acusados.

## Antecedentes
El presidente José Eduardo dos Santos se reunió con Jonas Savimbi de UNITA en Lisboa, Portugal, donde firmaron los Acuerdos de Bicesse, un tratado de paz que intentó sin éxito poner fin a la guerra civil de Angola. Con la mediación del Gobierno de Portugal, los acuerdos firmados el 31 de mayo de 1991 establecían una transición a una democracia multipartidaria bajo la supervisión de la misión UNAVEM II de las Naciones Unidas y con una elección presidencial en el plazo de un año.
Los acuerdos pretendieron desmovilizar a 152.000 combatientes e integrarlos en las tropas gubernamentales remanentes y a los rebeldes de UNITA en las Fuerzas Armadas de Angola, que consistiría en un ejército nacional con 40.000 soldados, una marina de 6.000 tropas y una fuerza aérea de 4.000 personas. Mientras UNITA no se desarmó en gran medida, las Fuerzas Armadas de Angola cumplieron con el acuerdo y se desmovilizaron, dejando al Gobierno en desventaja. Al mismo tiempo, las tropas cubanas que habían estado ayudando a las fuerzas del MPLA a hacer retroceder al ejército sudafricano y a los rebeldes de UNITA durante la batalla de Cuito Cuanavale culminaron su retirada de Angola, lo que significaba que el MPLA tendrían una desventaja aún mayor si la lucha se reanudaba. 
Angola fue escenario de una elección presidencial en 1992. En la primera vuelta, dos Santos obtuvo el 49,57% de los votos y Savimbi, el 40,6%. Savimbi declaró que la elección no había sido ni libre ni justa y se negó a participar en la segunda vuelta; sin embargo, los observadores internacionales afirmaron que las elecciones habían sido libres y justas, lo que les hizo creer que Savimbi simplemente no estaba preparado para aceptar su probable derrota electoral. UNITA reanudó su guerra de guerrillas y capturó cinco de las dieciocho capitales provinciales de Angola.

## Venta de armas
Con el MPLA al borde de la derrota, dos Santos contactó a Jean-Bernard Curial, el ex experto en África del Sur del Partido Socialista francés, y le pidió que fuera a Luanda. A su regreso, en apoyo de dos Santos, Curial contactó a miembros del Gobierno, el consejero del presidente en asuntos africanos, Bruno Delahe y Jean-Christophe Mitterrand, hijo del entonces presidente François Mitterrand. Jean-Christophe refirió a Curial a Pierre Falcone, director de Brenco International, un consorcio de empresas y asesor de Sofremi, una empresa pública dirigida por el ministro del interior de derecha Charles Pasqua. Pasqua creía que a inicios de los años 1990, el apoyo del Gobierno de Estados Unidos a UNITA había disminuido, mientras que el apoyo táctico al MPLA se había incrementado debido a que la paz mejoraría la producción de petróleo en el país. Argumento que la posición de Miterrand sobre Angola no había cambiado y que las compañías petroleras francesas se perderían una oportunidad vital.
El abogado de Jean-Christophe Miterrand dijo que este conoció a Falcone después de dejó de trabajar como un experto en África para el Elíseo. Falcone y Jean-Christophe Mitterrand se reunieron por primera vez en julio de 1992 en Phoenix, Arizona. En esa época, estaba con su familia de vacaciones en Estados Unidos de su trabajo como empleado en Thomson CSF, una empresa francesa de armas y electrónica. Presentó a Jean-Christophe Mitterrand a su amigo Pierre Falcone durante una cena en su casa en Scottsdale en julio de 1992. Para ese momento, Jean-Christophe Mitterrand habría estado libre de cargos en el Gobierno hasta mayo de 1992 y ya había firmado un contrato con una empresa privada francesa, La compagnie generale des Eaux.
Tras las elecciones en Angola, Curial se reunión con Falcone, quien viajó a Angola por primera vez y organizó para el Gobierno angolés una operación exitosa prepagada de petróleo. Luego, el Gobierno angolés le dio una misión oficial para supervisar el abastecimiento de su ejército con armas de un país de Europa oriental, Eslovaquia. Angola compró $47 millones de dólares en municiones, morteros y artillería de la compañía eslovaca ZTS-OZOS el 7 de noviembre de 1993, que dos Santos recibió en diciembre. En abril de 1994, el Gobierno compró $463 millones en aviones de combate y tanques. Para fines de 1994, el Gobierno angolés había comprado armas por un valor de $633 millones de dólares.
Dos Santos había encomendado en secreto a Elísio de Figueiredo, el exembajador de Angola en Francia, que actuara como ministro plenipotenciario de Angola con los contactos amigables en Francia. Falcone trabajó con el Gobierno de Angola por intermedio de Figueiredo, quien presuntamente recibió $18 millones de dólares de Brenco International por su cooperación.

## Escándalo descubierto

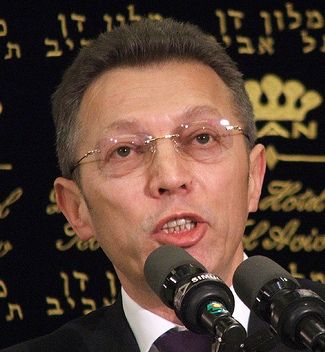
Arcadi Gaydamak.

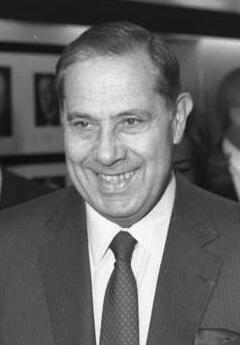
Charles Pasqua.

Jean-Charles Marchiani, un subordinado de Pasqua, supuestamente fue a Luanda y firmó un acuerdo con dos Santos el 29 de noviembre de 1994, en el que prometía organizar una mejor relación con el Gobierno francés, donde algunos ministros (el ministro de Defensa Leotard y el ministro de finanzas Alain Madelin) habían apoyado abiertamente a Jonas Savimbi por muchos años. A cambio, parecen haber recibido un acuerdo político y financiero con el partido de Pasqua, quien estaba postulando para las elecciones europeas. Después, Jacques Chirac planeó presentar su candidatura para las elecciones presidenciales de 1995. Cuando Pasqua apoyó la candidatura de Edouard Balladur, rival de Chirac, alguien del entorno de Chirac informó al fisco francés sobre los envíos de armas de Falcone, por evasión fiscal. Si bien ninguna arma pasó a través de Francia, el fisco francés investigó a las personas conectadas con el escándalo debido a que los acuerdos habrían sido firmados en París. Allain Guilloux, abogado de Brenco International en Francia, declaró que el Gobierno angolés acordó el trato de Marchiani en Luanda y no en París.
En 1996, el Gobierno confiscó 50.000 documentos de las oficinas de Falcone y Arcadi Gaydamak, un hombre de negocios ruso-israelí y asociado de Falcone.

### Arresto y juicio
La policía francesa arrestó a Falcone el 1 de diciembre de 2000 bajo cargos de fraude fiscal. Una semana después, el Gobierno francés emitió una orden para el arresto de Gaydamak. Jean-Christophe Mitterrand fue arrestado el 21 de diciembre por su supuesto rol en el negocio, pero fue liberado el 11 de enero cuando su madre pagó su fianza de $725.000 dólares. En 2004, un juez halló a Mitterrand culpable de fraude fiscal y le dio una sentencia suspendida de 30 meses en prisión.
En abril de 2007, el magistrado Jean-Philippe Courroye acusó a 42 personas, incluyendo a Jean-Christophe Mitterrand, Jacques Attali, Charles Pasqua y Jean-Charles Marchiani, por haber recibido pagos ilegales de Pierre Falcone. Arcadi Gaydamak y Falcone también fueron procesados. El escritor Paul-Loup Sulitzer también fue acusado, bajo el cargo de haber recibido €380.000 euros de Falcone, así como el diputado de Unión por un Movimiento Popular Georges Fenech, por haber recibido €15,200 en 1997 de Brenco. El juicio comenzó en 2008, in absentia de Gaydamak, quien huyó a Israel.
Sulitzer admitió tomar €300.000 a cambio de información en diciembre de 2008 y testificó en contra de Falcone. Acusó a los fiscales de «intentar matar a un mosquito con una bomba nuclear». En total, treinta y seis individuos fueron condenados por diferentes grados de implicación en el escándalo, pero la mitad de ellos apeló la decisión.

### Apelación
La decisión de la Corte de Apelación de París tuvo lugar el 29 de abril de 2011. El tribunal de apelación de París absolvió al exministro del Interior francés Charles Pasqua, Jean-Charles Marchiani, Arcadi Gaydamak y Pierre Falcone. El tribunal de apelación reconoció específicamente que Falcone estaba actuando bajo la autoridad de un «mandato estatal», emitido por el gobierno de Angola, que buscaba «asegurar la supervivencia» del país y que era «en este contexto y porque la situacion estaba empeorando» que el gobierno solicitó a Pierre Falcone y Arcadi Gaydamak adquirir armas, así como alimentos y medicinas. La Corte también encontró que la mayor parte del supuesto mal uso de la propiedad social carecía de fundamento. Falcone salió de la prisión francesa de Fleury-Mérogis immediamente después del fallo.